# Missing Persons
I Missing Persons sono un gruppo musicale new wave - rock elettronico statunitense, fondato nel 1980 dal chitarrista Warren Cuccurullo, dalla cantante Dale Bozzio e dal batterista Terry Bozzio. Poco dopo si aggiunsero il bassista Patrick O'Hearn ed il tastierista Chuck Wild. La voce di Dale ed il suo trucco scenico resero il gruppo molto celebre all'inizio degli anni ottanta.

## Storia
Dale e Terry Bozzio si incontrarono e sposarono quando stavano lavorando con Frank Zappa, e Cuccurullo divenne loro amico contribuendo al disco Joe's Garage di Zappa. Anche O'Hearn era amico di Zappa, essendo componente della sua touring band.

### Primi successi
Nel 1980 i Missing Persons registrarono il loro primo disco, un EP di 4 canzoni intitolato Missing Persons, negli UMRK studios (di proprietà di Zappa); la registrazione venne finanziata dal padre di Cuccurullo. Successivamente fecero un tour per promuovere il disco, apparvero nel film Lunch Wagon, e divennero una band di culto nel circuito musicale di Los Angeles.  "Mental Hopscotch" fu la canzone mandata più spesso sulla stazione radio locale KROQ, e l'EP vendette 7 000 copie.
Nel 1982 il gruppo firmò un contratto con la Capitol Records. Con il supporto di questa etichetta venne ripubblicato l'EP di debutto, che vendette altre 250.000 unità, e l'album Spring Session M (anagramma di "Missing Persons") che valse al gruppo un disco d'oro.
I singoli  tratti dall'album, "Destination Unknown", "Walking in L.A." (in Italia pubblicati sullo stesso singolo), "Words", e "Windows" fecero tutti un grande successo.
Nel maggio del 1983 il gruppo partecipò al festival Southern California concert, uno dei più importanti festival statunitensi, al fianco di affermati artisti quali i gruppi Berlin, The Pretenders e U2, oltre al cantante David Bowie e molti altri.
L'album sperimentale Rhyme & Reason (1984) non incontrò i favori del pubblico. La Capitol dimostrò disappunto per la direzione che il gruppo stava prendendo. L'album successivo, Color In Your Life, fu infatti molto più convenzionale; inoltre prima dell'inizio del tour le crescenti tensioni fra Terry e Dale Bozzio portarono alla fine del loro legame matrimoniale ed artistico.

### Anni Duemila
Nel dicembre 2014 è stato pubblicato un nuovo album, intitolato Missing In Action e accreditato a "Missing Persons featuring Dale Bozzio". Il gruppo appare composto da Dale Bozzio e dal polistrumentista Billy Sherwood. Quest'ultimo ha suonato quasi tutti gli strumenti, ha scritto la maggior parte del materiale e prodotto l'album; Dale Bozzio figura alla voce e come co-autrice di due canzoni.
Nel marzo 2020 viene pubblicato un altro nuovo album intitolato Dreaming. Il gruppo vede Dale Bozzio alla voce e Adam Hamilton in veste di produttore e polistrumentista. Questo album consiste principalmente in covers radicalmente rielaborate di canzoni di artisti degli anni '60 e '70 come The Mamas e The Papas, The Cars, The The (Matt Johnson) e Joy Division; Bozzio e Hamilton hanno anche scritto tre brani originali per l'album.
Il 10 novembre del 2023 i Missing Persons (il cui nome sembra appartenere ormai alla sola Dale Bozzio) hanno pubblicato il loro primo album di materiale completamente originale in 37 anni, Hollywood Lie.

### Carriere soliste
Dopo lo scioglimento del gruppo Cuccurullo fu chitarrista dei Duran Duran per oltre un decennio, comparendo nei credits dei loro successi verso i tardi Anni '80 quali Notorious e Big Thing, per divenire membro ufficiale del complesso nel 1990 e collaborare ai 5 album successivi della band. Lasciò i Duran Duran nel 2001.
Warren ha pubblicato due dischi solisti.
Dale Bozzio ebbe dei successi minori come solista, arrivando nella classifica delle top 40 con la canzone "Simon oh Simon", scritta e prodotta da Prince.
Terry Bozzio suonò come batterista per numerosissime band, pubblicò diversi dischi solisti e video didattici.
O'Hearn si dedicò alla musica ambient strumentale.
Wild compose musica New Age col nome Liquid Mind.

## Discografia
Album in studio
- 1982 - Spring Session M
- 1984 - Rhyme & Reason
- 1986 - Color in Your Life
- 2014 - Missing in Action
- 2020 - Dreaming
- 2023 - Hollywood Lie

EP
- 1982 - Missing Persons

Raccolte
- 1987 - The Best of Missing Persons

## Formazione
- Dale Bozzio – voce
- Warren Cuccurullo – chitarra
- Chuck Wild – tastiera
- Patrick O'Hearn – basso
- Terry Bozzio –  batteria